# Edmundo Piaggio
Edmundo Piaggio (3 d'octubre de 1905 - 27 de juliol de 1975) fou un futbolista argentí.

## Selecció de l'Argentina
Va formar part de l'equip argentí a la Copa del Món de 1930 però no arribà a disputar cap partit.